# Ciclosilicati
I ciclosilicati (dal greco kyklos, circolo) sono silicati caratterizzati dalla presenza di anelli di tetraedri SiO4 in rapporto Si:O = 1:3. Possono esistere tre configurazioni cicliche chiuse appartenenti a questo gruppo: la più semplice (Si3O9)-6,  la più rara (Si4O12)-8 e quella di base (Si6O18)-12 che caratterizza la struttura della Tormalina e del Berillo.

Strutture dei ciclosilicati
(Si3O9)-6
(Si4O12)-8
(Si6O18)-12

## Esempi di ciclosilicati
I più rappresentativi:
- Axinite - (Ca,Fe2+,Mn)3Al2BSi4O15(OH)

- Berillo - Be3Al2(Si6O18)
  - Alcune varietà:
    - Acquamarina con impurità di Fe
    - Berillo rosso con impurità di Mn
    - Eliodoro con impurità di uranio o Fe
    - Morganite con impurità di Mn
    - Smeraldo con impurità di Cr o V

- Cordierite - (Mg,Fe)2Al4Si5O18·nH2O
- Tormalina - (Na,Ca)(Li,Mg,Al)3(Al,Fe,Mn)6(BO3)3(Si6O18)(OH)4
  - Alcune varietà:
    - Elbaite - Na(Li,Al)3Al6(Si6O18)(BO3)3(OH)3(OH)3
    - Dravite - Na(Mg3)Al6(Si6O18)(BO3)3(OH)3(OH)3
    - Fluor-buergerite - Na(Fe3+3)Al6(Si6O18)(BO3)3O3F
    - Fluor-liddicoatite - Ca(Li2Al)Al6(Si6O18)(BO3)3(OH)3F
    - Uvite - Ca(Mg3)MgAl5(Si6O18)(BO3)3(OH)3(F/OH)

Minerali più rappresentativi
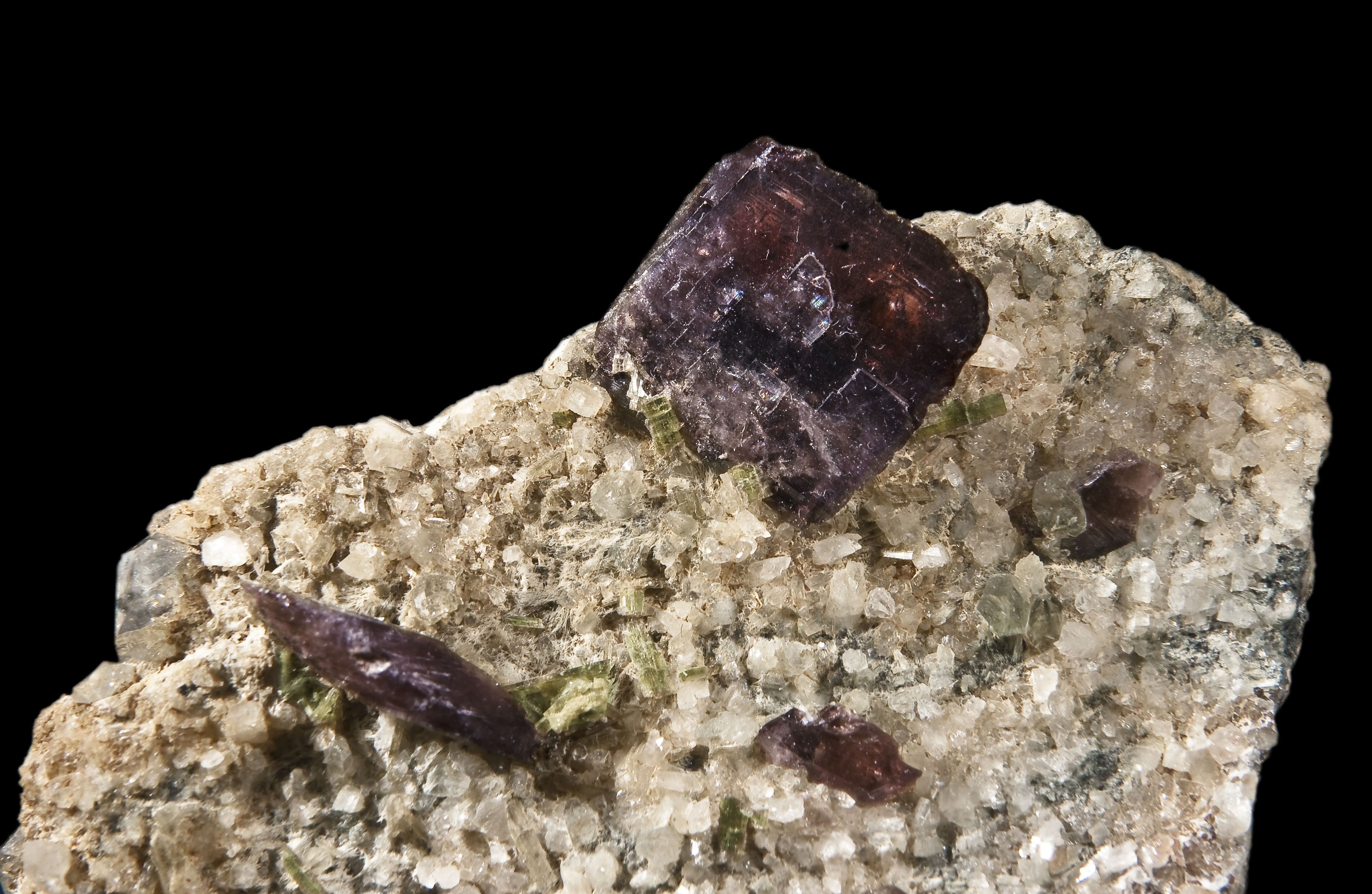
Axinite
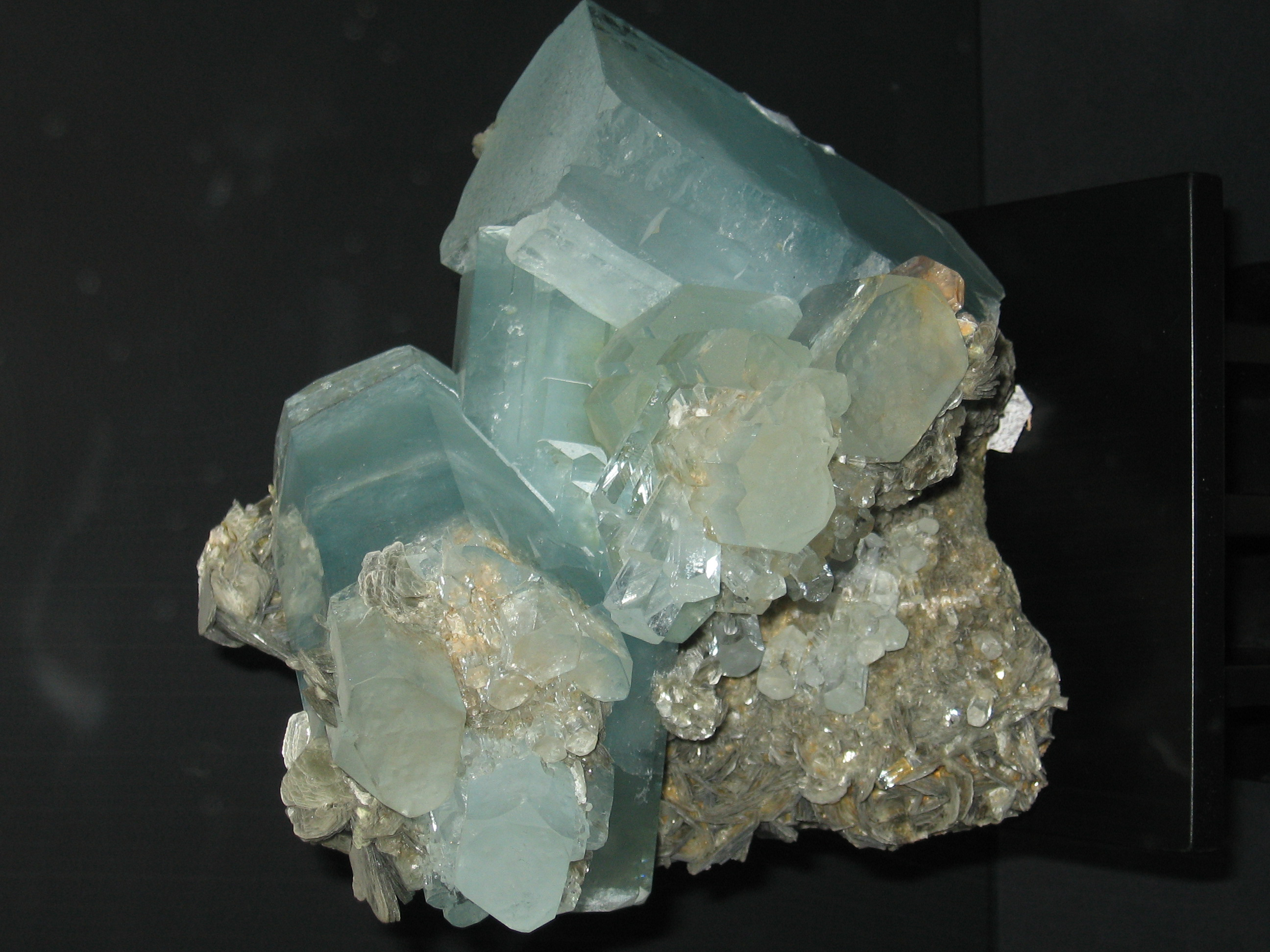
Berillo
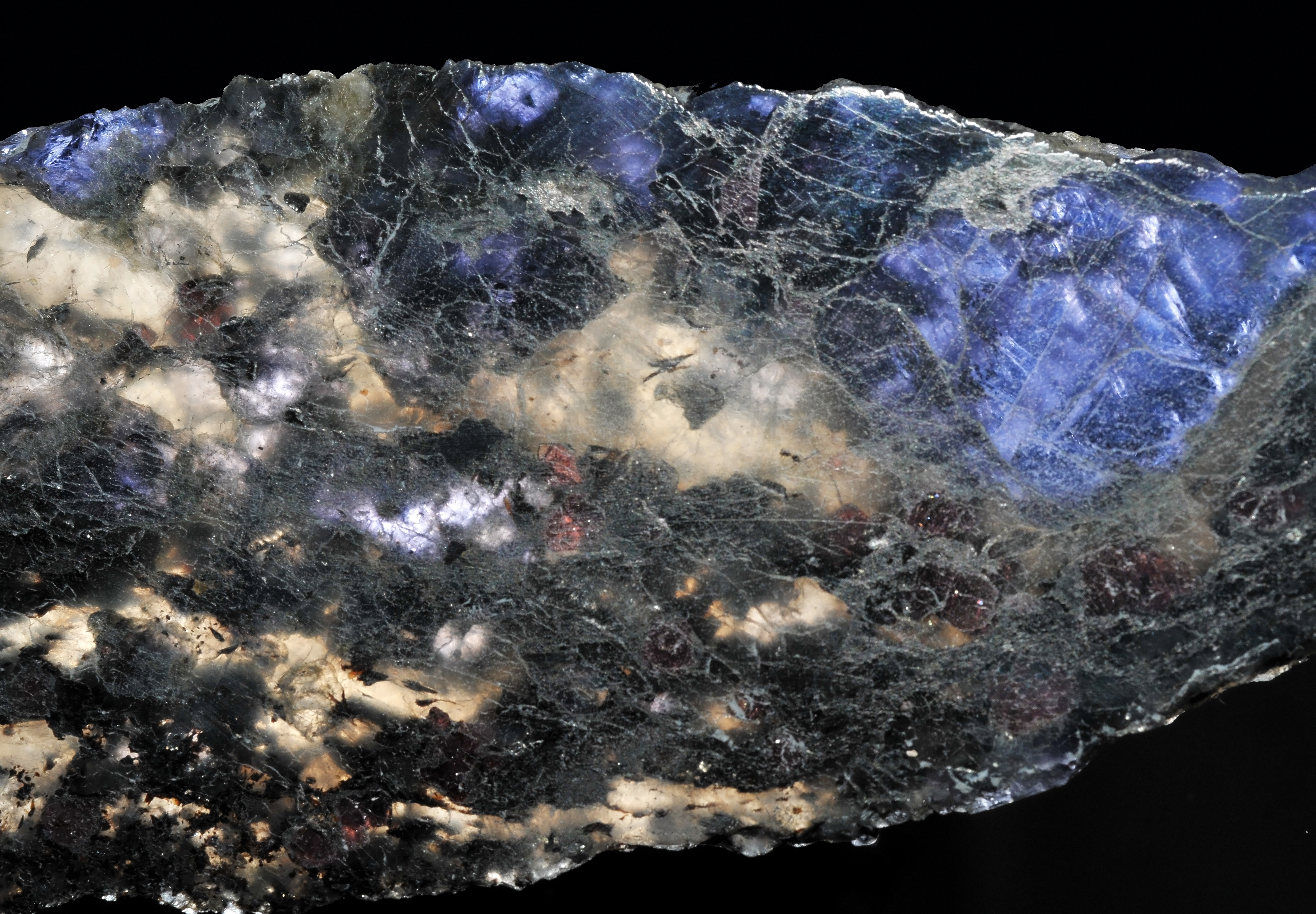
Cordierite
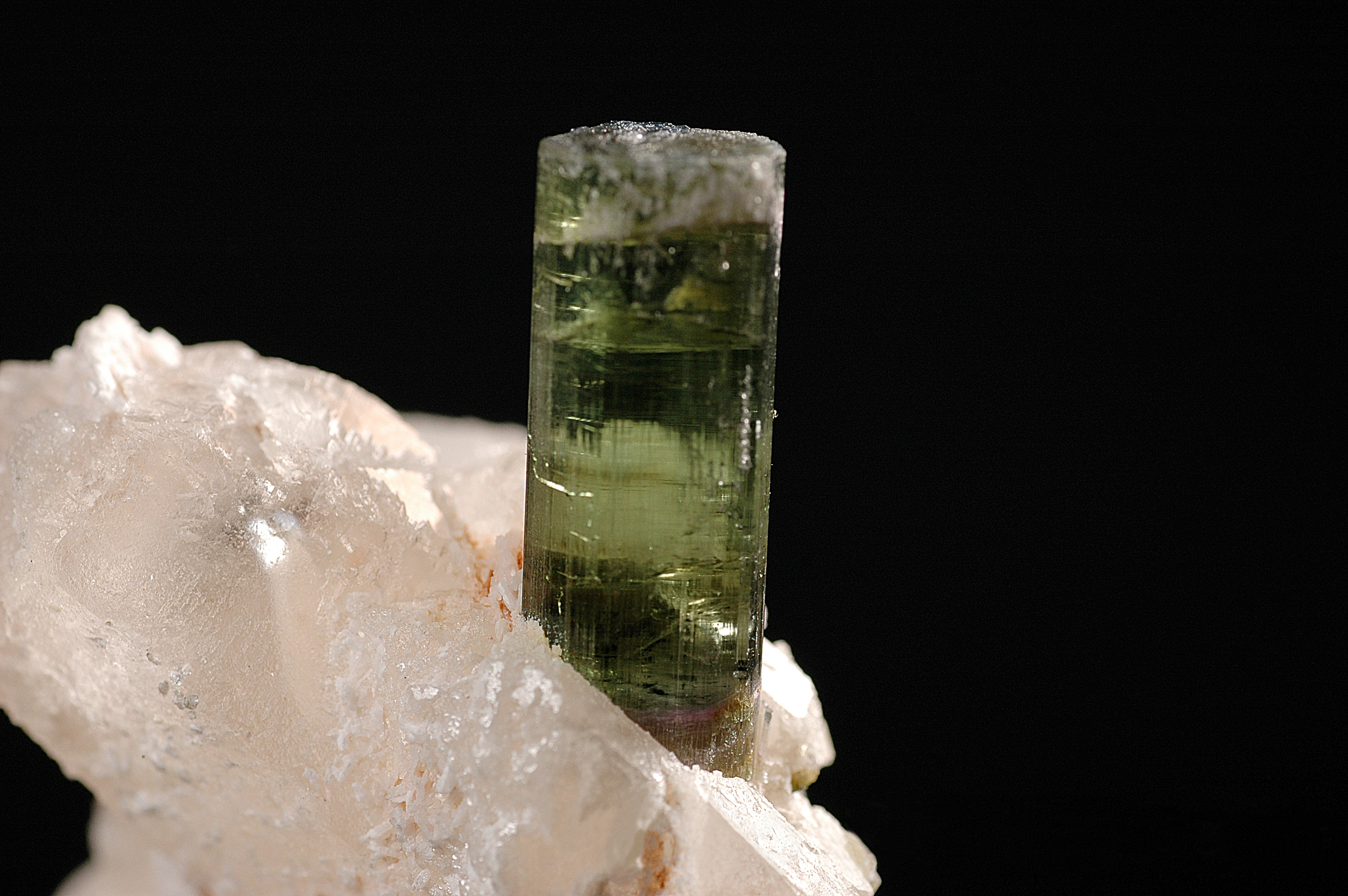
Tormalina

## Gemme
Molti ciclosilicati sono ammirati per la vastissima gamma di colorazioni intense date dalle impurità. Grazie a questo e a caratteristiche come la lucentezza vitrea e una buona durezza media di 7 – 8 (scala di Mohs), sono spesso impiegati come gemme.